# Evaniella maximiliani
Evaniella maximiliani är en stekelart som först beskrevs av August Schletterer 1886.  Evaniella maximiliani ingår i släktet Evaniella och familjen hungersteklar. Inga underarter finns listade i Catalogue of Life.